# 本郷村 (栃木県)
本郷村（ほんごうむら）は栃木県の南部、河内郡に属していた村である。

## 地理
- 河川：鬼怒川、江川、武名瀬川

## 歴史
- 1889年（明治22年）4月1日 町村制施行により、上郷村、東蓼沼村、西蓼沼村、磯岡村、東汗村、西汗村、上文挟村、西木代村が合併し河内郡本郷村が成立する。
- 1955年（昭和30年）4月29日 上三川町、明治村と合併し上三川町となる。

## 行政
- 本郷村長

| 代 | 氏名       | 就任                       | 退任                       | 備考 |
| -- | ---------- | -------------------------- | -------------------------- | ---- |
| 1  | 浜野佐一郎 | 1889年（明治22年）6月27日  | 1890年（明治23年）10月15日 |      |
| 2  | 黒須陶一郎 | 1890年（明治23年）10月20日 | 1892年（明治25年）5月22日  |      |
| 3  | 篠崎静助   | 1892年（明治25年）5月23日  | 1893年（明治26年）2月10日  |      |
| 4  | 浜野藤一郎 | 1893年（明治26年）4月23日  | 1897年（明治30年）4月22日  |      |
| 5  | 浜野藤一郎 | 1897年（明治30年）4月23日  | 1899年（明治32年）6月10日  |      |
| 6  | 野沢近太郎 | 1899年（明治32年）7月5日   | 1903年（明治36年）7月4日   |      |
| 7  | 野沢近太郎 | 1903年（明治36年）7月7日   | 1907年（明治40年）7月6日   |      |
| 8  | 黒須寛六郎 | 1907年（明治40年）12月19日 | 1911年（明治44年）12月18日 |      |
| 9  | 黒須寛六郎 | 1911年（明治44年）12月19日 | 1915年（大正4年）12月8日   |      |
| 10 | 黒須寛六郎 | 1915年（大正4年）12月19日  | 1916年（大正5年）12月28日  |      |
| 11 | 螺良栄三郎 | 1917年（大正6年）3月3日    | 1920年（大正9年）1月29日   |      |
| 12 | 仁平正一   | 1920年（大正9年）6月14日   | 1921年（大正10年）3月16日  |      |
| 13 | 野沢近太郎 | 1921年（大正10年）6月16日  | 1925年（大正14年）6月15日  |      |
| 14 | 野沢近太郎 | 1925年（大正14年）6月16日  | 1929年（昭和4年）6月15日   |      |
| 15 | 野沢近太郎 | 1929年（昭和4年）6月16日   | 1933年（昭和8年）6月15日   |      |
| 16 | 野沢近太郎 | 1933年（昭和8年）6月16日   | 1935年（昭和10年）9月6日   |      |
| 17 | 黒須泰造   | 1935年（昭和10年）10月31日 | 1939年（昭和14年）10月30日 |      |
| 18 | 黒須泰造   | 1939年（昭和14年）11月24日 | 1943年（昭和18年）11月23日 |      |
| 19 | 黒須泰造   | 1943年（昭和18年）12月15日 | 1946年（昭和21年）2月8日   |      |
| 20 | 小口隆次   | 1946年（昭和21年）2月9日   | 1946年（昭和21年）12月21日 |      |
| 21 | 鶴見米三郎 | 1947年（昭和22年）4月5日   | 1951年（昭和26年）4月4日   |      |
| 22 | 浜野所司   | 1951年（昭和26年）4月23日  | 1955年（昭和30年）4月28日  |      |

出典:『栃木県町村合併誌 第四巻』, p. 371-372